# Wild Boar Edizioni
Wild Boar Edizioni, fondata nel 2005, è una casa editrice di giochi di ruolo italiana, che pubblica anche nei territori di lingua inglese.
Dal 2015 le pubblicazioni in italiano sono prodotte con il marchio congiunto Wild Boar Games - Mondiversi.

## Pubblicazioni

### Giochi su licenza statunitense
- Exalted (traduzione della seconda edizione)[1] su licenza della White Wolf  Edizione (premio premio Best of Show a Lucca Comics and Games 2006)
- WitchCraft di C.J. Carella, su licenza della Eden Studios[2]
- Traveller[3]

### Giochi su licenza francese
- Hellywood[4]

### Giochi su licenza tedesca
- Dungeonslayers

### Produzioni originali
- Vento dell'Est (gioco di ruolo manga fantasy)[5]
- Il mondo di Eymerich di Jari Lanzoni (basato sui romanzi di Valerio Evangelisti)[6]
- MecaWar[7]
- Alice in Steamland basato sul romanzo Alice nel Paese della Vaporità di Francesco Dimitri[8]
- SUPER ADVENTURES di Danilo Moretti (gioco di ruolo supereroistico, Dado d'Oro 2013 al festival LUDICA Milano)
- Project Octopia, a cura di Alessandro Morbidelli, Paolo Agaraff e Francesca Garello, prefazione di Luca Giuliano, introduzione di Valerio Evangelisti, contributi di Andrea Angiolino, Bartolomeo Badagliacca, Sofia Bolognini, Igor De Amicis, Manuela Maggi e dei curatori. Ispirato all'antologia Onda d'Abisso, curata da Alessandro Morbidelli per la casa editrice L'Orecchio di Van Gogh.
- Apocalypse Slayers gioco di ruolo ad ambientazione multipla basato sullo Slay Engine di Christian Kennig, concepito per giocare un gruppo di sopravvissuti in qualsiasi setting apocalittico (zombie, alieni, guerra nucleare...)
- Dare the Stars! gioco di ruolo di ambientazione di fantascienza pulp, basato sul gioco OSR White Star di J.M.Spahn

### Saggistica
- Mondi Eroici, guida al collezionismo dei giochi di ruolo
- Hunters of Dragons, guida al collezionismo di Old D&D (in inglese)
- I Giochi di Cthulhu, di Matteo Poropat, guida al mondo ludico lovecraftiano.

### Romanzi
- Il Corpo della Fame di Maurizio Landini, basato sul gioco di ruolo MecaWar

### Riviste
- Slayers Magazine - La rivista dei Giocatori di Ruolo Rivista aperiodica online

### Pubblicazioni all'estero
- Dungeonslayers (edizione francese)
- Hunters of Dragons, international edition, in coedizione con Chronicle City
- Dare the Stars! (pubblicato anche in italiano con il marchio congiunto Wild Boar Games - Mondiversi)

### Altro
Dal 2011 Wild Boar Edizioni è l'editore delle antologie vincitrici del Trofeo RiLL.
Ha inoltre annunciato la futura pubblicazione di alcuni giochi da tavolo.

### Curiosità
Wild Boar Edizioni è stata la prima casa editrice italiana a pubblicare giochi su licenza legati alle opere di scrittori italiani (Valerio Evangelisti, Francesco Dimitri). In un'intervista concessa a novembre alla rivista online Fantasy Planet uno dei responsabili della casa editrice ha dichiarato che Wild Boar Edizioni intende continuare questa pratica.
Nel 2010 il Comitato per il Premio Personalità Ludica dell'Anno ha assegnato a Wild Boar Edizioni un premio speciale "per il significativo contributo sul tema dell'avvicinamento tra i mondi della letteratura e del gioco di ruolo".

## Altre attività
Wild Boar Edizioni collabora con diverse associazioni culturali, partecipando alle manifestazioni e fornendo supporto editoriale. Tra queste associazioni, le principali sono:
- Compagnia del Cardo e del Brugo
- Università Europea Sport della Mente
- Cenacolo della Fantascienza
- Laboratorio Ludico Insegnanti del CONI Genova